# Marsicaanse bruine beer
De Marsicaanse bruine beer (Ursus arctos marsicanus) is een veronderstelde ondersoort van de bruine beer (Ursus arctos). Dit wordt gebaseerd op basis van de schedelmorfologie en verschillen in het mitochondriaal DNA. In Handbook of the Mammals of the World van Wilson & Mittermeier (2009) is deze ondersoort echter niet opgenomen.

## Verspreiding en status
De volledige populatie van de Marsicaanse bruine beer valt binnen (de directe omgeving van) het Nationaal park Abruzzo, Lazio e Molise in de Abruzzen van Italië. De populatie is dan ook klein en geïsoleerd. Volgens schattingen uit 2008 leefden er zo'n veertigtal exemplaren in het wild. Anno 2020 is er sprake van een zestigtal.
De bruine beer valt onder Annex II van de Habitatrichtlijn, maar er wordt geen aandacht besteed aan de bescherming van de Marsicaanse bruine beer op subspecifiek niveau.
Europese bruine beer (U. a. arctos) · Kamtsjatkabeer (U. a. beringianus) · Oost-Siberische bruine beer (U. a. collaris) · U. a. dalli · Gobibeer (U. a. gobiensis) · U. a. gyas · Grizzlybeer (U. a. horribilis) · Isabelbeer (U. a. isabellinus) · Oessoeribeer (U. a. lasiotus) · Marsicaanse bruine beer (U. a. marsicanus) · Kodiakbeer (U. a. middendorffi) · Tibetaanse blauwe beer (U. a. pruinosus) · U. a. pyrenaicus · U. a. sitkensis · U. a. stikeenensis · Syrische bruine beer (U. a. syriacus)